# Поляков, Даниил Самуилович
Дании́л (Даниэ́ль) Самуи́лович Поляко́в (25 декабря 1862 — 5 августа 1917) — российский предприниматель, финансист, благотворитель и общественный деятель, действительный статский советник (с 1911).

## Биография
Родился 25 декабря 1862 года  в семье еврейского купца, железнодорожного магната и мецената Самуила Соломоновича Полякова (1838—1888) и Дании Тянгелевны Эпштейн (1838—1899). В семье были также три старшие сестры: Зинаида, Розалия и Рахиль.
Окончил Императорский Санкт-Петербургский университет в 1895 году. Там получил и воспитание и учёную степень кандидата прав и утвержден в чине губернского секретаря.
6 января 1888 года поступил на службу в Министерство внутренних дел. После смерти отца в том же году вступил в наследство, включая:
— Председательство в Санкт-Петербургско-Азовском коммерческом банке;
— Управление Царскосельской железной дорогой;
— Членство в совете Русского центрального поземельного кредитного банка и Санкт-Петербургского московского коммерческого банка.
В 1889 году Поляков становится четвёртым по счёту владельцем усадебного дома П. П. Ушакова в Павловске. В начале XX века Поляков начал продажу части усадебных земель под застройку: в 1908 году он получил разрешение на раздел участков между Садовой и Пограничной улицами. К 1912 году были проложены: Ушаковская улица (ныне — ул. Веры Слуцкой); Поляковская улица (ныне — Детскосельская); Павловский (Детскосельский) переулок. На проданных землях началось активное строительство новых домов. Сам Поляков сохранил за собой лишь сад и служебные постройки вокруг дачи.
15 марта 1890 года поступил на службу в ведомство Министерства народного просвещения в государственный контроль, где служил до конца жизни.
Весной 1890 года приобрёл имение в селе Лаврово Тамбовской губернии за 340 тыс. руб., включавшее один из крупнейших в регионе конных заводов. При нём были построены два двухэтажных дома (впоследствии признаны как объекты культурного наследия), а хозяйство славилось породистыми лошадьми, побеждавшими на престижных скачках. В 1910 году продал имение купцу В. В. Лежневу.
Принимал участие в летних Олимпийских играх 1900 года в Париже в области конного спорта, выставив свою повозку. Поляков участвовал в соревнованиях по преодолению препятствий, выступал в прыжках на лошадях в длину, демонстрации лошадей, участвовал в состязаниях четверок лошадей в упряжке.
В Петербурге имелся каменный дом (Английская набережная, д. 4) с 4963 десятинами земли, в Воронежской губернии 530 кв. сажень, в Рязанской 3359 дес., 300 кв. саж. и Тамбовской 2300 дес. земли.
10 апреля 1911 года Даниил Поляков получил чин действительного статского советника.
6 апреля 1914 году высочайше пожалован к Св. Пасхе орденом Св. Владимира 3-й степени.
Определением Правительствующего сената от 14 января 1916 по собственным заслугам (по ордену) был признан в потомственном дворянстве. 8 октября 1916 года через доверенное лицо В. М. Поляка Даниил Самуилович возбудил дело о гербе.
Даниил Поляков умер 5 августа 1917 года в Париже, о чём письменно сообщил мэр 8-го Елисейского округа. Похоронен на кладбище Монмартр (участок 1, ряд 2, могила № 5).

## Общественная деятельность
— Вице-президент Козловского общества охотников конского бега (1901—1905);
— Вице-президент и казначей Козловского общества охотников конского бега (1903—1905);
— Вице-президент Козловского общества поощрения коннозаводства (1910—1911);
— Председатель Общества ремесленного и земледельческого труда среди евреев России;
— Член Попечительного совета приюта принца Ольденбургского.
— Попечитель 1-го технического железнодорожного училища имени Имп. Александра II в г. Ельце.
— Попечитель детских приютов при Гл. комитете для сбора пожертвований в пользу детских приютов ведомства учреждений Имп. Марии.

## Благотворительность
В 1889 году, находясь в Москве пожертвовал 2000 рублей на постройку Харьковского скита.
В 1891 году передал Железнодорожное училище имени Александра II, находящееся в Ельце (основанное отцом) в ведение Министерства путей сообщения, пожертвовав 30 тыс. руб. серебром на его содержание.
Во время голода в России 1891—1892 годов положение крестьян в имении Лаврово стало критическим. Большинство из них, продав скот из-за невозможности прокормить животных зимой, оказались на грани выживания. Весной 1892 года многие были вынуждены брать землю в обработку у землевладельцев. В марте 1892 года владелец села Лаврово Поляков проявил активную заботу о местном населении. Через своего управляющего Н. И. Короткого он запросил из Петербурга телеграммой расчёт необходимых средств для: продовольственной помощи до нового урожая, засева яровых культур, приобретения сельскохозяйственного инвентаря для нуждающихся крестьян села Лаврово и деревни Растовки. Получив запрошенную сумму, Поляков организовал масштабную помощь, что вызвало искреннюю благодарность крестьян. 29 июня 1892 года, когда Поляков прибыл в имение, местные жители во главе с волостным старшиной торжественно встретили его с хлебом-солью в знак признательности за заботу. Дальнейшие меры помощи включали: организацию лечебницы для приходящих больных под руководством московского врача С. И. Короткого, устройство трёх бесплатных чайных-столовых в полевых условиях во время страды, обеспечение крестьян: чай с молоком, чёрным хлебом, квасом (раздавался в специально установленных чанах вдоль полевых дорог). Эти меры позволили: улучшить санитарные условия труда, снизить заболеваемость (особенно желудочными расстройствами), обеспечить крестьян качественным питанием во время полевых работ.
Вместе с Михаилом Вавельбергом и группой еврейских купцов в конце 1890-х Даниил создает "Общество гигиенических дешевых квартир для еврейского населения". Согласно уставу от 1900 года общество должно было предоставить по умеренным ценам приличные квартиры для беднейшего еврейского населения в черте оседлости (один из таких домов был отстроен в Бобруйске).

## Чины
Титулярный советник (15.03.1890);
Коллежский асессор (20.01.1897);
Надворный советник (20.01.1899);
Действительный статский советник (10.04.1911).

## Награды
Медаль «В память русско-турецкой войны 1877—1878»;
Медаль «В память коронации Императора Николая II»;
Медаль «В память царствования императора Александра III»;
Знак Красного креста;
Знак попечительства императрицы Марии Фёдоровны о глухонемых;
Орден Святого Станислава 3-й степени (26.02.1882);
Орден Святой Анны 3-й степени (21.03.1893);
Орден Святого Станислава 2-й степени (21.03.1896);
Орден Святой Анны 2-й степени (1902);
Орден Святого Владимира 4-й степени (1908);
Орден Св. Владимира 3-й степени (1914).

### Иностранные
Крест «За переход через Дунай» (Румыния) (1888);
Орден Заслуг герцога Петра Фридриха Людвига (Ольденбург, Германия) (1896);
Орден Льва и Солнца 2-й и 3-й степени (Персия) (1902);
Орден Князя Даниила I 4-й степени (Черногория) (1888);
Орден Почётного легиона (Франция).

## Личная жизнь
27 сентября 1898 году Даниил Самуилович женился на еврейке Альме-Антонии Эдуардовне Рейсс (26.05.1879—17.03.1940), родившейся в Черновцах, Австро-Венгерской империи. Дочь доктора, земского и судебного адвоката, вице-бургомистра в  Эдуарда Рейсса (08.05.1850—27.04.1907) и его супруги Фанни (11.07.1862—17.03.1940), урождённой Эренрейх. Свадьба прошла в городе Линце. В 1916 году была признана в потомственном дворянстве по заслугам мужа.
Существует устное предание (в частности среди потомков крестьян живших в местности села Лаврова) о возможном внебрачном потомстве от Полякова.
Жил в основном в Париже, на Авеню Гоша дом № 3, редко посещая Петербург.
Интересовался музыкой, был знаком с такими музыкантами как пианист М.Т. Дулов и певица Лешетицкая Т.Ф. .
Известен как страстный охотник и владелец скаковых лошадей. Его лошади с успехом выступали на самых престижных скачках в России.